# Vert-Saint-Denis
Pour les articles homonymes, voir Vert.
Vert-Saint-Denis est une commune française située dans le département de Seine-et-Marne, en région Île-de-France.
En 2022, elle compte 9 057 habitants.

## Géographie

### Localisation

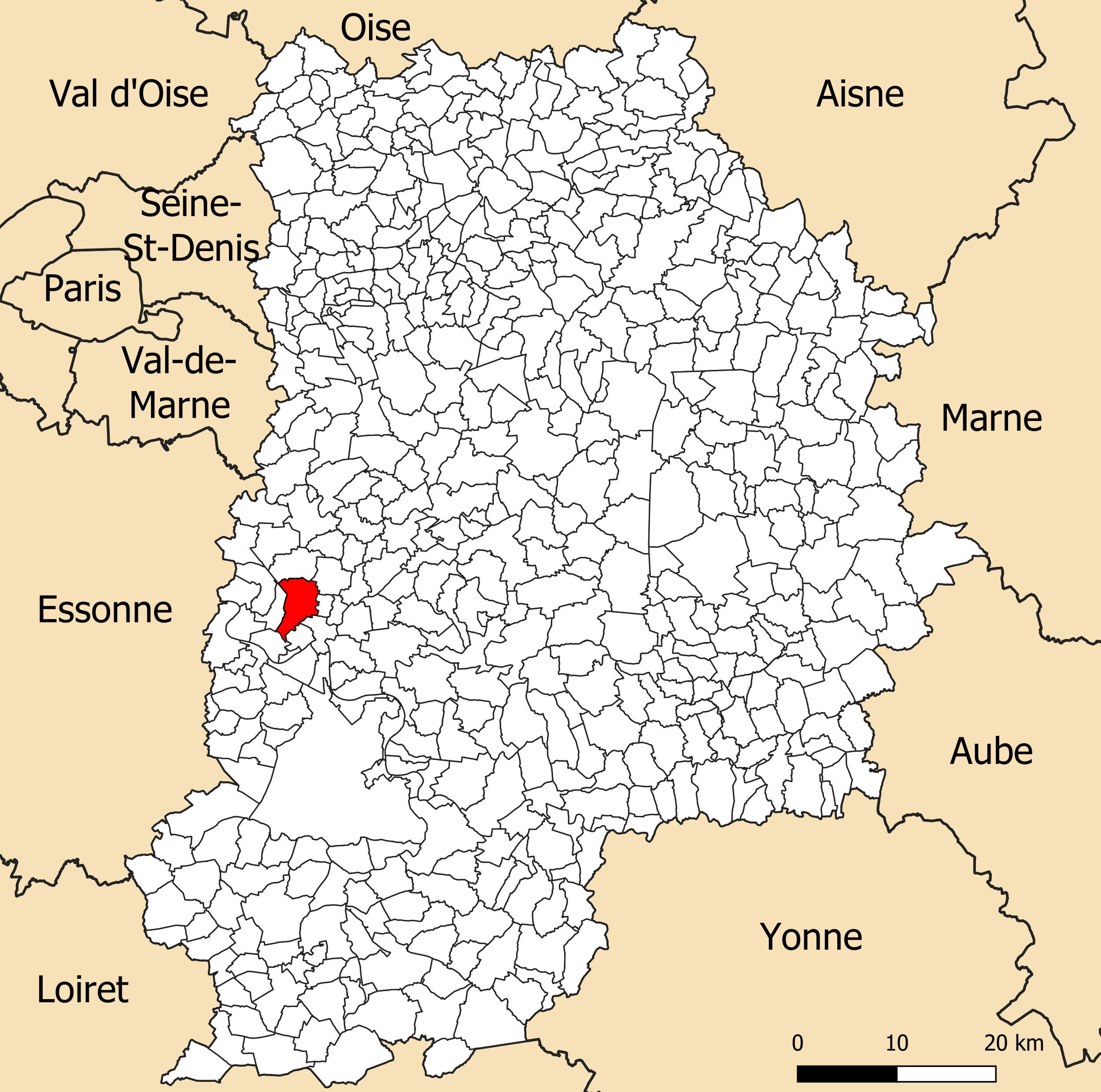
Localisation de Vert-Saint-Denis dans le département de Seine-et-Marne.

La commune de Vert-Saint-Denis se trouve dans le département de Seine-et-Marne, en région Île-de-France.
Elle se situe à 5,09 km par la route de Melun, préfecture du département et à 4,61 km de Savigny-le-Temple, bureau centralisateur du canton de Savigny-le-Temple dont dépend la commune depuis 2015. La commune fait en outre partie du bassin de vie de Paris.
Vert-Saint-Denis est située à 40 kilomètres au sud est de Paris, entre la plaine de la Brie et la forêt de Bréviande

### Communes limitrophes

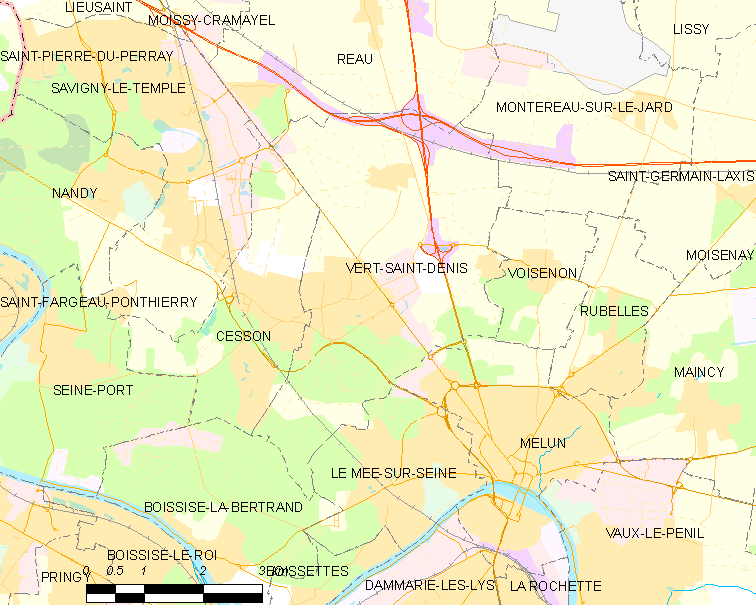
Carte des communes limitrophes de Vert-Saint-Denis.

Les communes les plus proches sont : 
Cesson (1,5 km), Savigny-le-Temple (3,0 km), Voisenon (3,2 km), Le Mée-sur-Seine (3,4 km), Melun (4,1 km), Rubelles (4,4 km), Nandy (4,5 km), Réau (4,9 km).

### Géologie et relief
Le territoire de la commune se situe dans le sud du Bassin parisien, plus précisément au nord de la région naturelle du Gâtinais.
Géologiquement intégré au bassin parisien, qui est une région géologique sédimentaire, l'ensemble des terrains affleurants de la commune sont issus de l'ère géologique Cénozoïque (des périodes géologiques s'étageant du Paléogène au Quaternaire),.

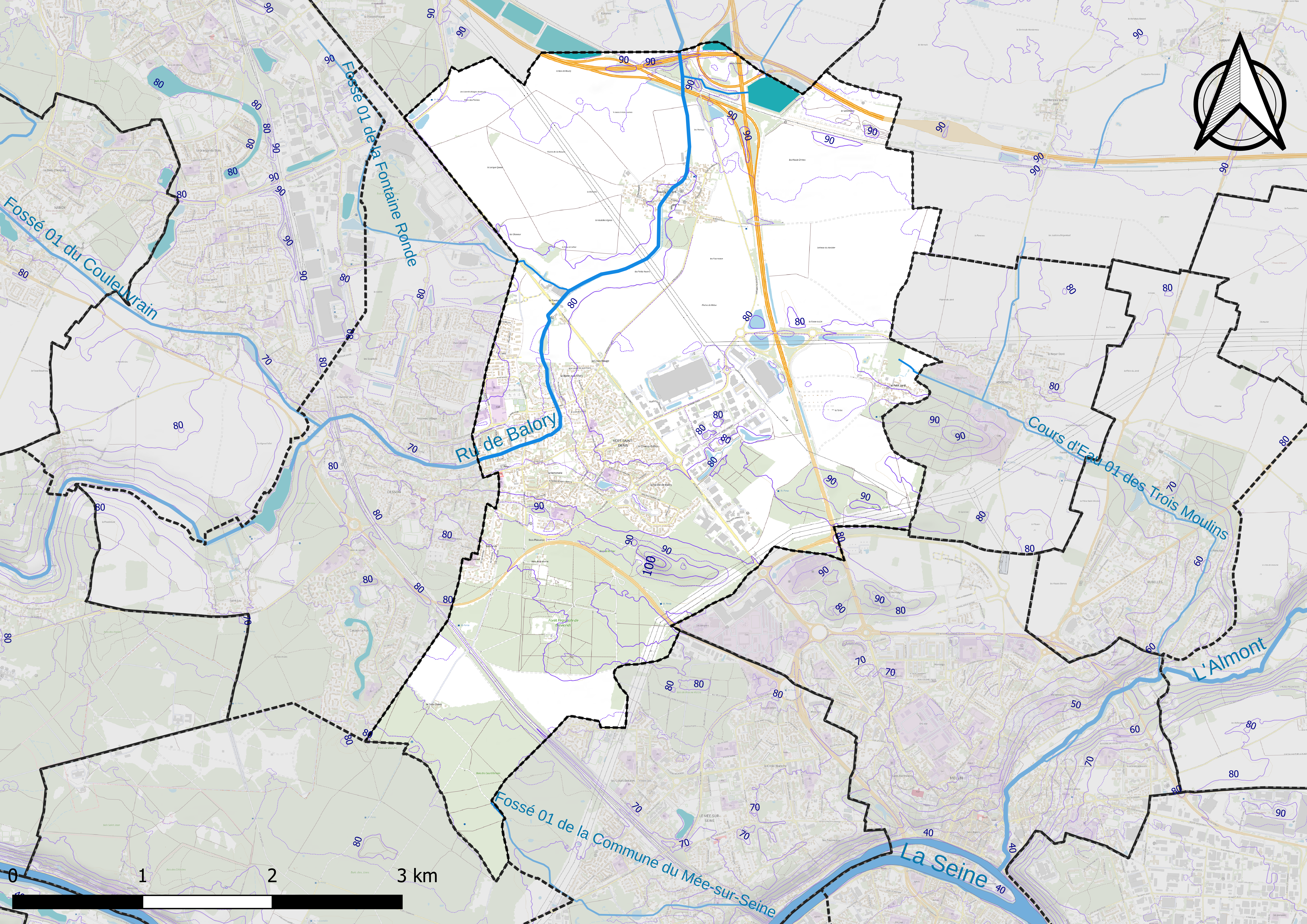
Carte du relief de Vert-Saint-Denis.
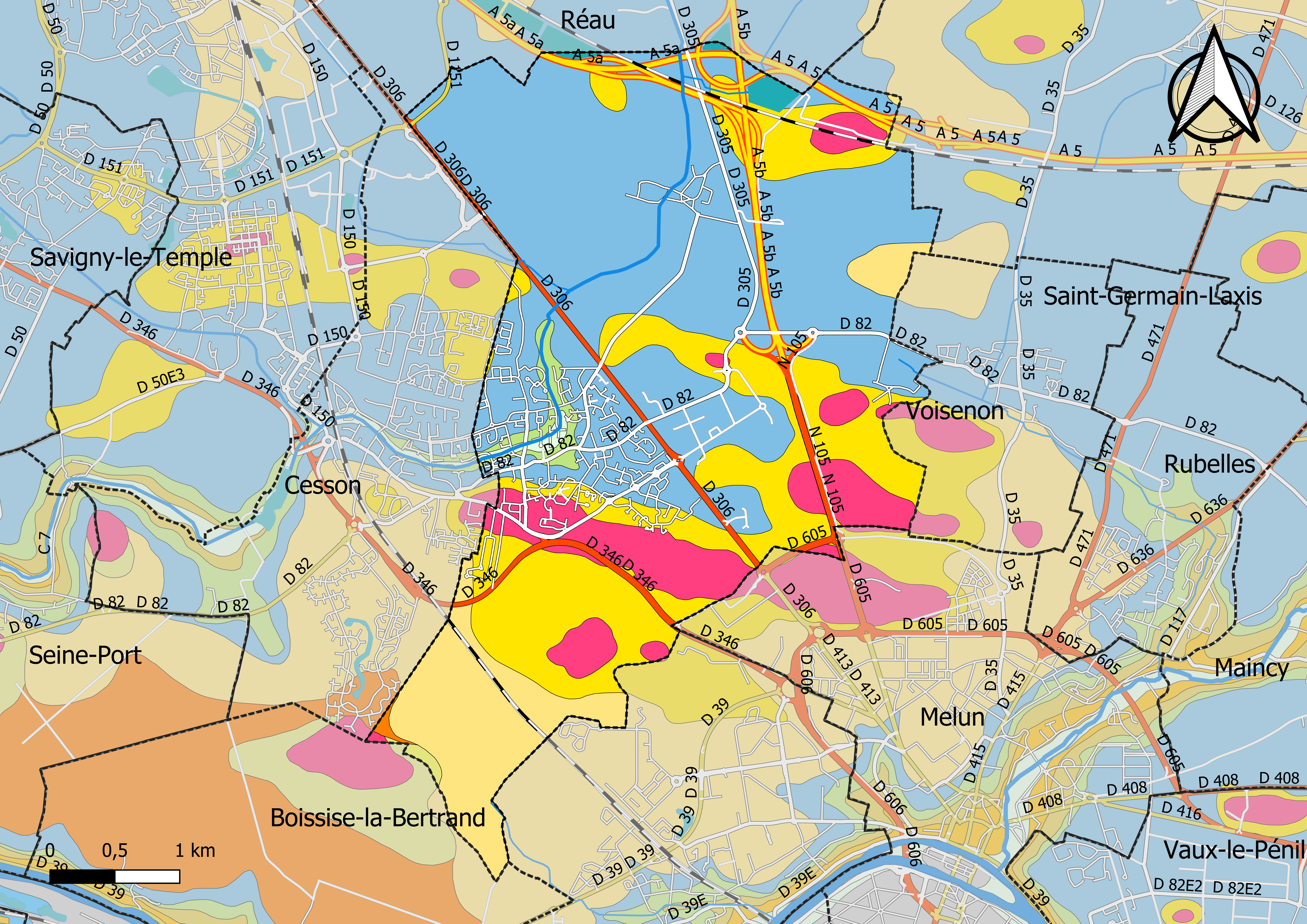
Carte géologique vectorisée et harmonisée de Vert-Saint-Denis.

|  | CE :       | Colluvions polygéniques éboulis.                                  |
|  | CF :       | Colluvions de versant et de fond de vallon.                       |
|  | LP :       | Limon des plateaux de composition argilo-marneuse.                |
|  | Fz :       | Alluvions récentes : limons, argiles, sables, tourbes localement. |
|  | RFv/g1CB : | Formation alluviale résiduelle sur Calcaire de Brie.              |

|  | g1SF : | Sables de Fontainebleau, accessoirement grès en place ou peu remanié (versant).                |
|  | g1CB : | Calcaire de Brie Stampien et meulières plio-quaternaire indifférenciées.                       |
|  | g1AR : | Argile verte, Glaises à Cyrènes et/ou marnes vertes et blanches (argile verte de Romainville). |

La commune est classée en zone de sismicité 1, correspondant à une sismicité très faible.

### Hydrographie

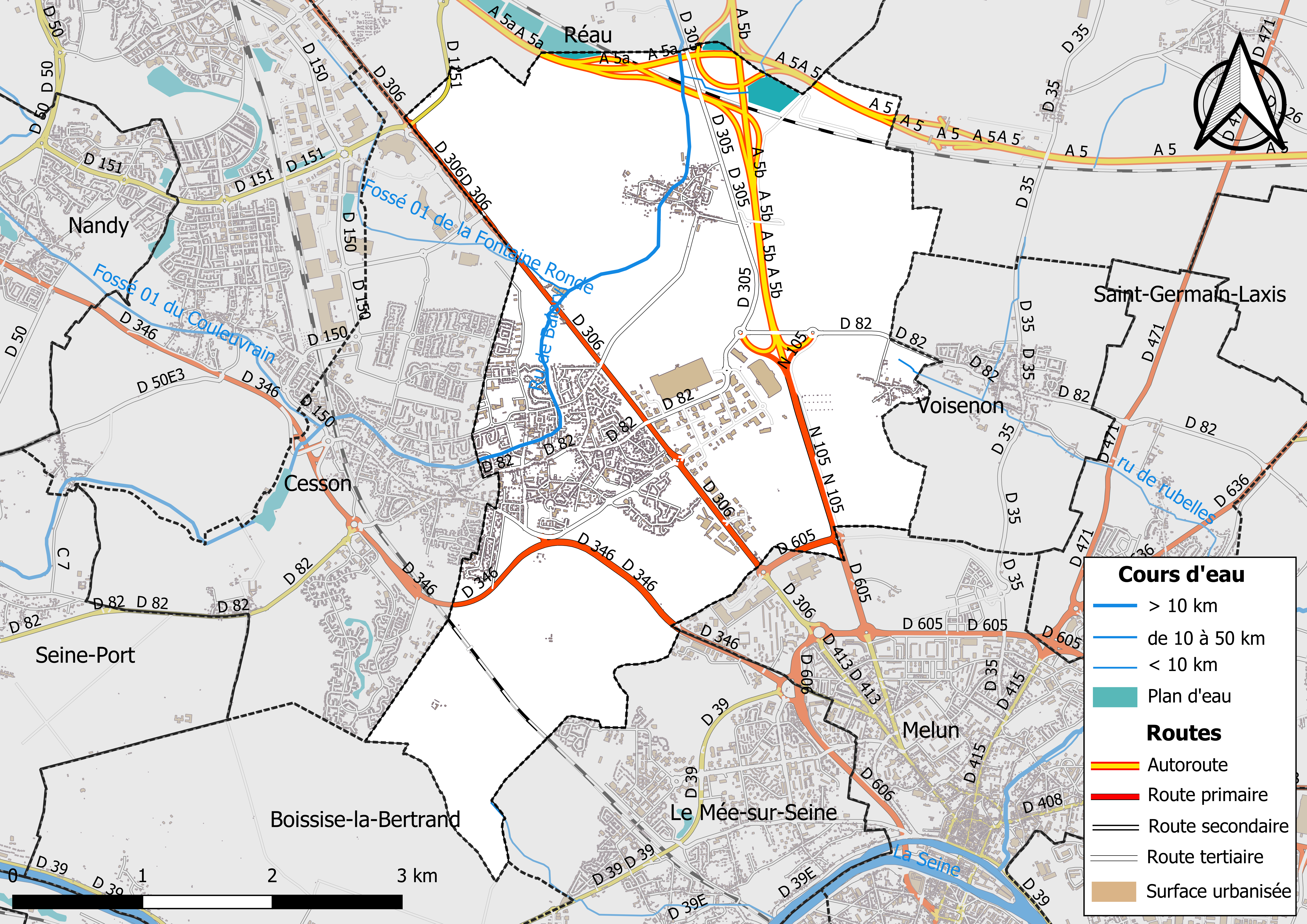
Carte des réseaux hydrographique et routier de Vert-Saint-Denis.

Le système hydrographique de la commune se compose de quatre cours d'eau référencés :
- le ru de Balory, long de 12,19 km[8], affluent de la Seine ;
  - le fossé 01 de la Justice aux Chiennes, 2,17 km[9], et ;
  - le fossé 01 de la Fontaine Ronde, 3,43 km[10], affluents du ru de Balory ;
- le ru du Jard ou ru de Rubelles ou cours d'eau 01 des Trois Moulins, long de 4,18 km[11], affluent de l'Almont.

La longueur totale des cours d'eau sur la commune est de 5,77 km.

### Climat
Pour des articles plus généraux, voir Climat de l'Île-de-France et Climat de Seine-et-Marne.
En 2010, le climat de la commune est de type climat océanique dégradé des plaines du Centre et du Nord, selon une étude du CNRS s'appuyant sur une série de données couvrant la période 1971-2000. En 2020, Météo-France publie une typologie des climats de la France métropolitaine dans laquelle la commune est exposée à un climat océanique altéré et est dans la région climatique Sud-ouest du bassin Parisien, caractérisée par une faible pluviométrie, notamment au printemps (120 à 150 mm) et un hiver froid (3,5 °C).
Pour la période 1971-2000, la température annuelle moyenne est de 11,1 °C, avec une amplitude thermique annuelle de 15,4 °C. Le cumul annuel moyen de précipitations est de 691 mm, avec 11,4 jours de précipitations en janvier et 7,7 jours en juillet. Pour la période 1991-2020, la température moyenne annuelle observée sur la station météorologique la plus proche, située sur la commune de Montereau-sur-le-Jard à 4 km à vol d'oiseau, est de 11,6 °C et le cumul annuel moyen de précipitations est de 657,9 mm,. Pour l'avenir, les paramètres climatiques de la commune estimés pour 2050 selon différents scénarios d'émission de gaz à effet de serre sont consultables sur un site dédié publié par Météo-France en novembre 2022.
| Mois                                  | jan.             | fév.             | mars             | avril           | mai             | juin           | jui.          | août           | sep.           | oct.            | nov.            | déc.             | année      |
| ------------------------------------- | ---------------- | ---------------- | ---------------- | --------------- | --------------- | -------------- | ------------- | -------------- | -------------- | --------------- | --------------- | ---------------- | ---------- |
| Température minimale moyenne (°C)     | 1,6              | 1,4              | 3,4              | 5,4             | 9               | 12,1           | 13,9          | 13,7           | 10,7           | 8,1             | 4,5             | 2,2              | 7,2        |
| Température moyenne (°C)              | 4,2              | 4,9              | 7,9              | 10,8            | 14,3            | 17,5           | 19,8          | 19,6           | 16             | 12,2            | 7,6             | 4,7              | 11,6       |
| Température maximale moyenne (°C)     | 6,9              | 8,3              | 12,5             | 16,2            | 19,7            | 23             | 25,6          | 25,5           | 21,4           | 16,3            | 10,6            | 7,3              | 16,1       |
| Record de froid (°C) date du record   | −19,8 17.01.1985 | −19,7 14.02.1956 | −10,3 12.03.1958 | −4,6 12.04.1986 | −2,1 07.05.1957 | 1,6 04.06.1975 | 4 08.07.1954  | 3,5 31.08.1986 | 0,4 24.09.1947 | −4,8 29.10.1985 | −9,3 24.11.1998 | −14,8 29.12.1964 | −19,8 1985 |
| Record de chaleur (°C) date du record | 16,9 05.01.1999  | 21,2 24.02.21    | 25,6 25.03.1955  | 29,5 30.04.1994 | 31,6 28.05.17   | 36,8 27.06.11  | 41,9 25.07.19 | 38,9 12.08.03  | 34,4 15.09.20  | 29,4 01.10.1985 | 22,1 07.11.15   | 17,6 07.12.00    | 41,9 2019  |
| Ensoleillement (h)                    | 595              | 829              | 1 429            | 1 882           | 2 163           | 2 261          | 2 347         | 2 253          | 1 804          | 1 185           | 684             | 544              | 17 975     |
| Précipitations (mm)                   | 50,9             | 46               | 46,6             | 48,8            | 61,9            | 58,1           | 59,4          | 54,2           | 54             | 58,5            | 56,3            | 63,2             | 657,9      |

### Milieux naturels et biodiversité
L’inventaire des zones naturelles d'intérêt écologique, faunistique et floristique (ZNIEFF) a pour objectif de réaliser une couverture des zones les plus intéressantes sur le plan écologique, essentiellement dans la perspective d’améliorer la connaissance du patrimoine naturel national et de fournir aux différents décideurs un outil d’aide à la prise en compte de l’environnement dans l’aménagement du territoire.
Le territoire communal de Vert-Saint-Denis comprend une ZNIEFF de type 1,,, 
les « Landes de Ste-Assise et bois de Boissise-la-Bertrand » (833,78 ha), couvrant 5 communes du département.
, et deux ZNIEFF de type 2, : 
- le « Bois de Bréviande » (237,84 ha), couvrant 2 communes du département[21] ;
- les « Bois et landes entre Seine-Port et Melun » (1 343,88 ha), couvrant 6 communes du département[22].

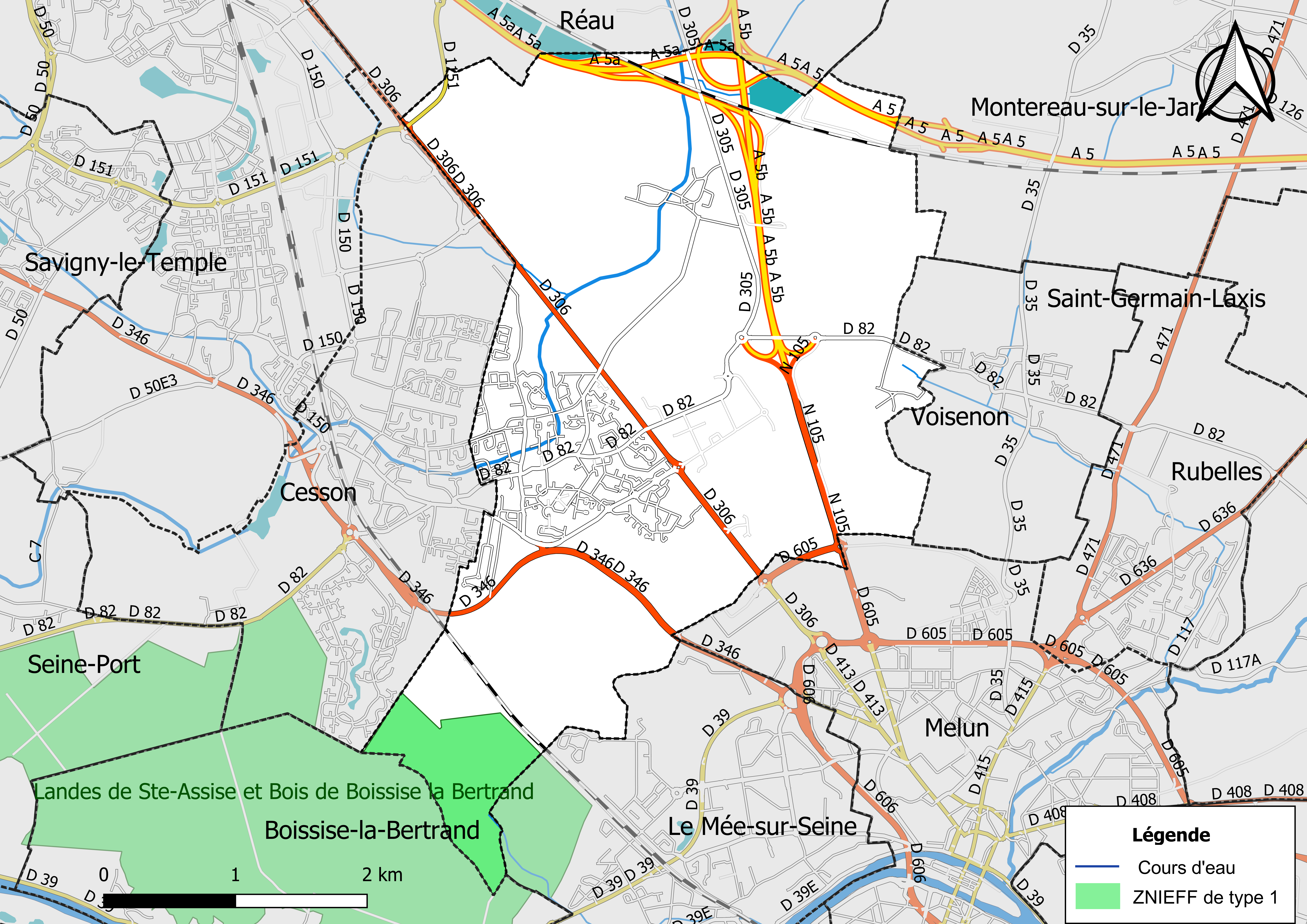
Carte des ZNIEFF de type 1 de la commune.
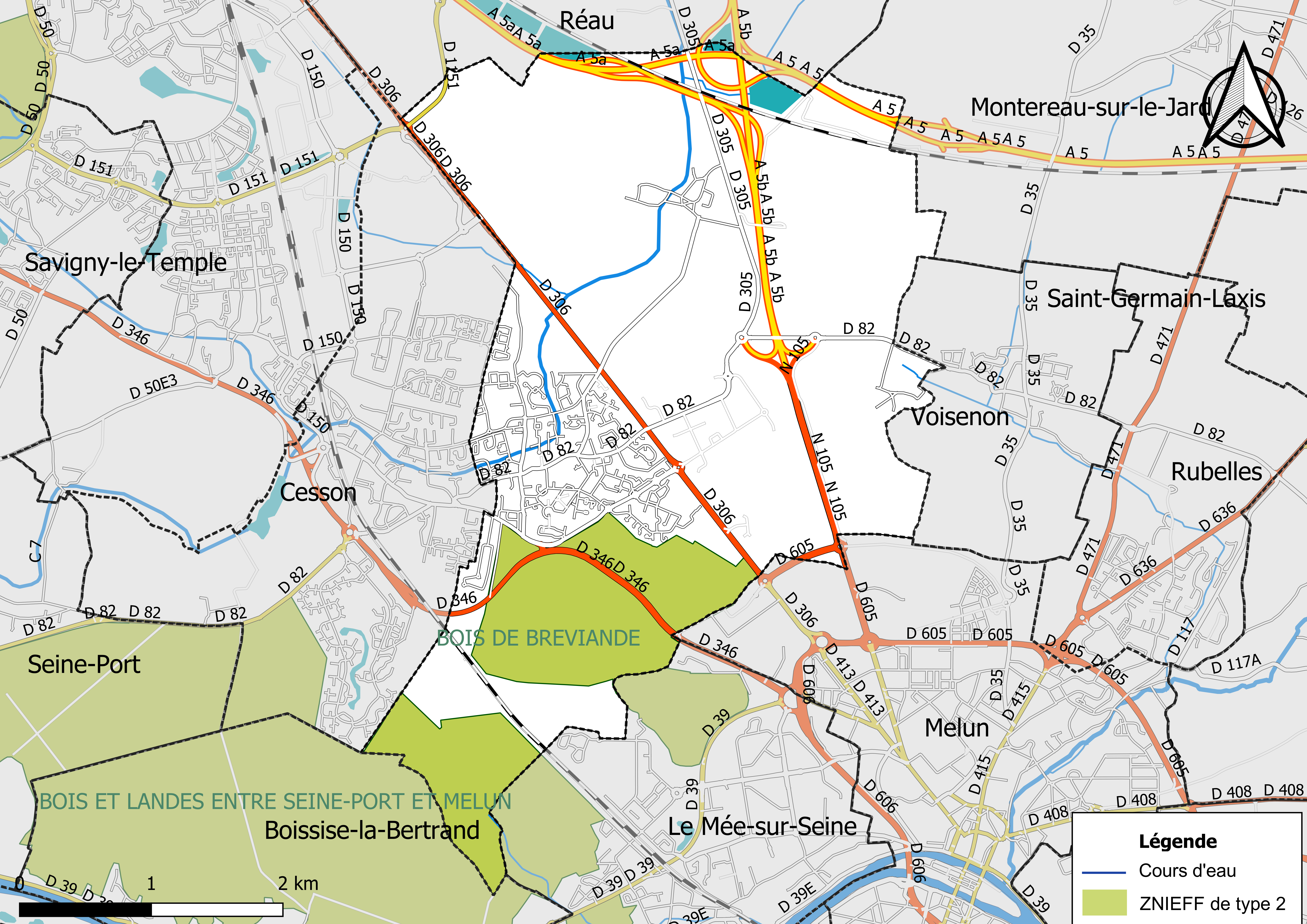
Carte des ZNIEFF de type 2 de la commune.

## Urbanisme

### Typologie
Au 1er janvier 2024, Vert-Saint-Denis est catégorisée centre urbain intermédiaire, selon la nouvelle grille communale de densité à sept niveaux définie par l'Insee en 2022.
Elle appartient à l'unité urbaine de Paris, une agglomération inter-départementale regroupant 407  communes, dont elle est une commune de la banlieue,,. Par ailleurs la commune fait partie de l'aire d'attraction de Paris, dont elle est une commune de la couronne,. Cette aire regroupe 1 929 communes,.

### Occupation des sols
L'occupation des sols de la commune, telle qu'elle ressort de la base de données européenne d’occupation biophysique des sols Corine Land Cover (CLC), est marquée par l'importance des territoires agricoles (48,7 % en 2018), en diminution par rapport à 1990 (61,9 %). La répartition détaillée en 2018 est la suivante : 
terres arables (48,74 %), 
forêts (20,70 %), 
zones industrielles commercialisées et réseaux de communication (14,62% %), 
zones urbanisées (14,53 %), 
milieux à végétation arbusive et/ou herbacée (1,41 %).
| Type d’occupation | 1990        | 1990    | 2018      | 2018    | Bilan      |
| --- | ----------- | ------- | --------- | ------- | ---------- |
| Territoires artificialisés (zones urbanisées, zones industrielles ou commerciales et réseaux de communication, mines, décharges et chantiers, espaces verts artificialisés ou non agricoles) | 258,32 ha   | 15,95 % | 472,14 ha | 29,15 % | 213,81 ha  |
| Territoires agricoles (terres arables, cultures permanentes, prairies, zones agricoles hétérogènes)                                                                                          | 1 002,34 ha | 61,88 % | 789,44 ha | 48,74 % | −212,89 ha |
| Forêts et milieux semi-naturels (forêts, milieux à végétation arbustive et/ou herbacée, espaces ouverts sans ou avec peu de végétation)                                                      | 359,18 ha   | 22,17 % | 358,26 ha | 22,12 % | −0,92 ha   |

Parallèlement, L'Institut Paris Région, agence d'urbanisme de la région Île-de-France, a mis en place un inventaire numérique de l'occupation du sol de l'Île-de-France, dénommé le MOS (Mode d'occupation du sol), actualisé régulièrement depuis sa première édition en 1982. Réalisé à partir de photos aériennes, le Mos distingue les espaces naturels, agricoles et forestiers mais aussi les espaces urbains (habitat, infrastructures, équipements, activités économiques, etc.) selon une classification pouvant aller jusqu'à 81 postes, différente de celle de Corine Land Cover,,. L'Institut met également à disposition des outils permettant de visualiser par photo aérienne l'évolution de l'occupation des sols de la commune entre 1949 et 2018.

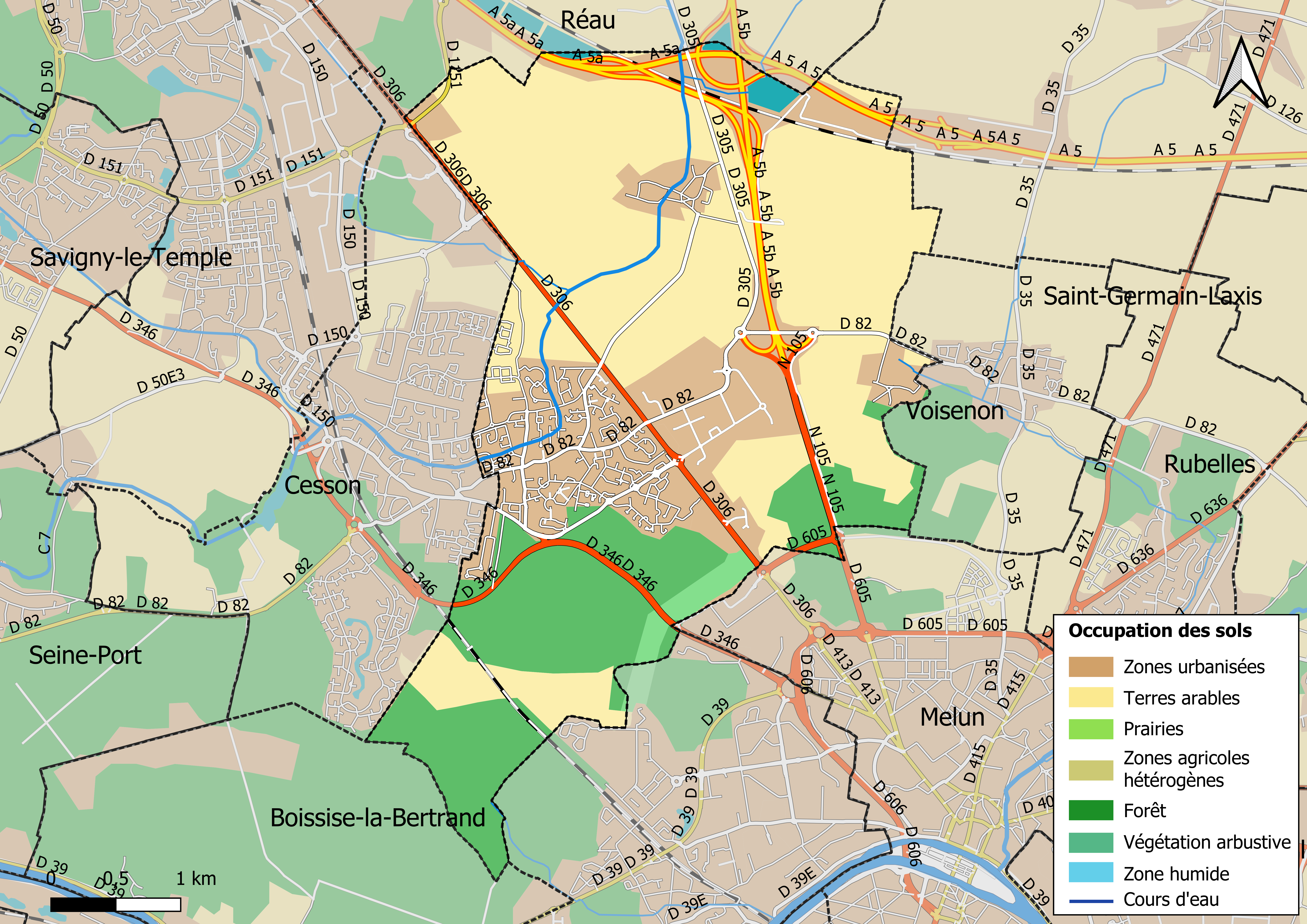
Carte des infrastructures et de l'occupation des sols en 2018 (CLC) de la commune.
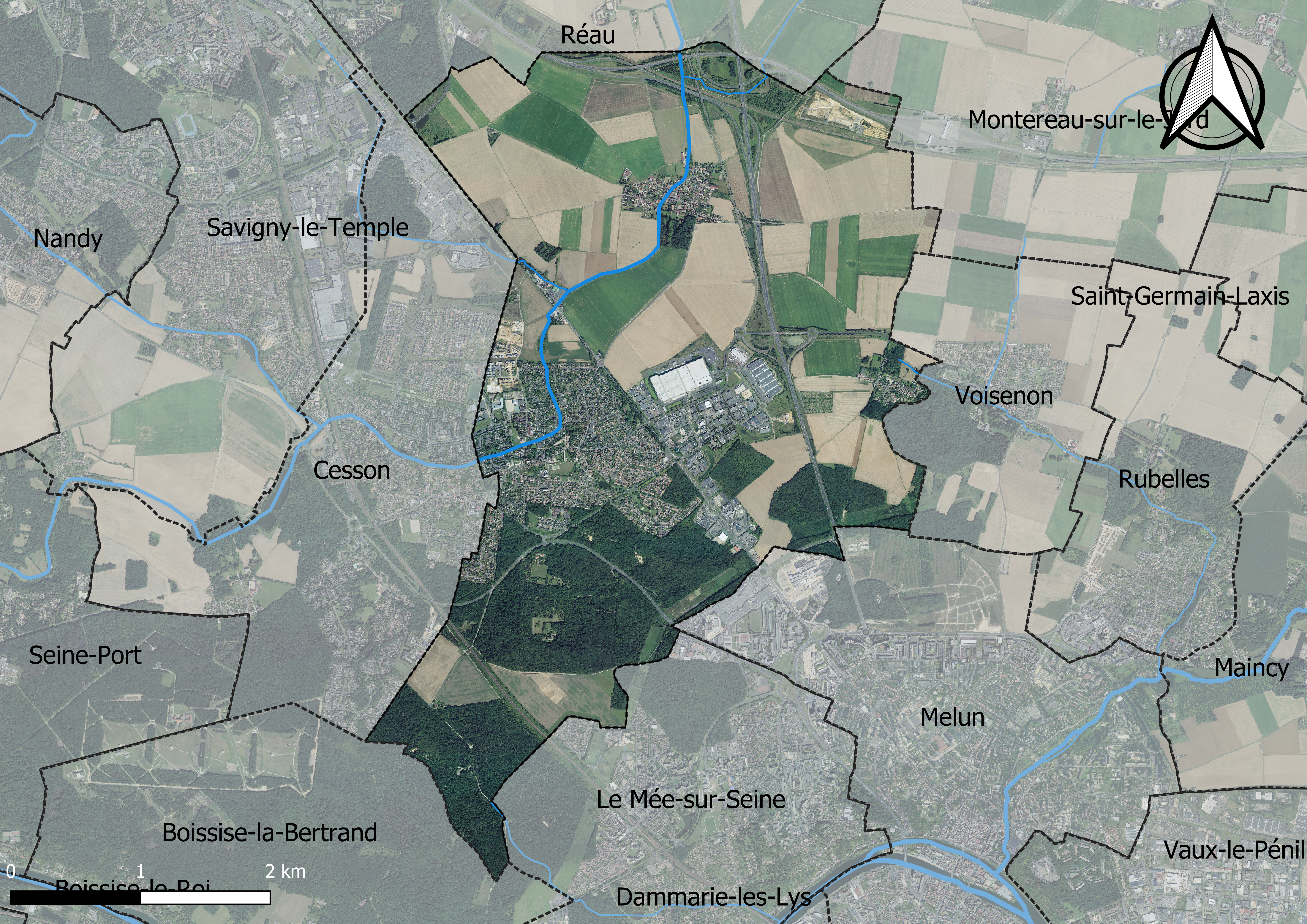
Carte orhophotogrammétrique de la commune.

### Lieux-dits et écarts

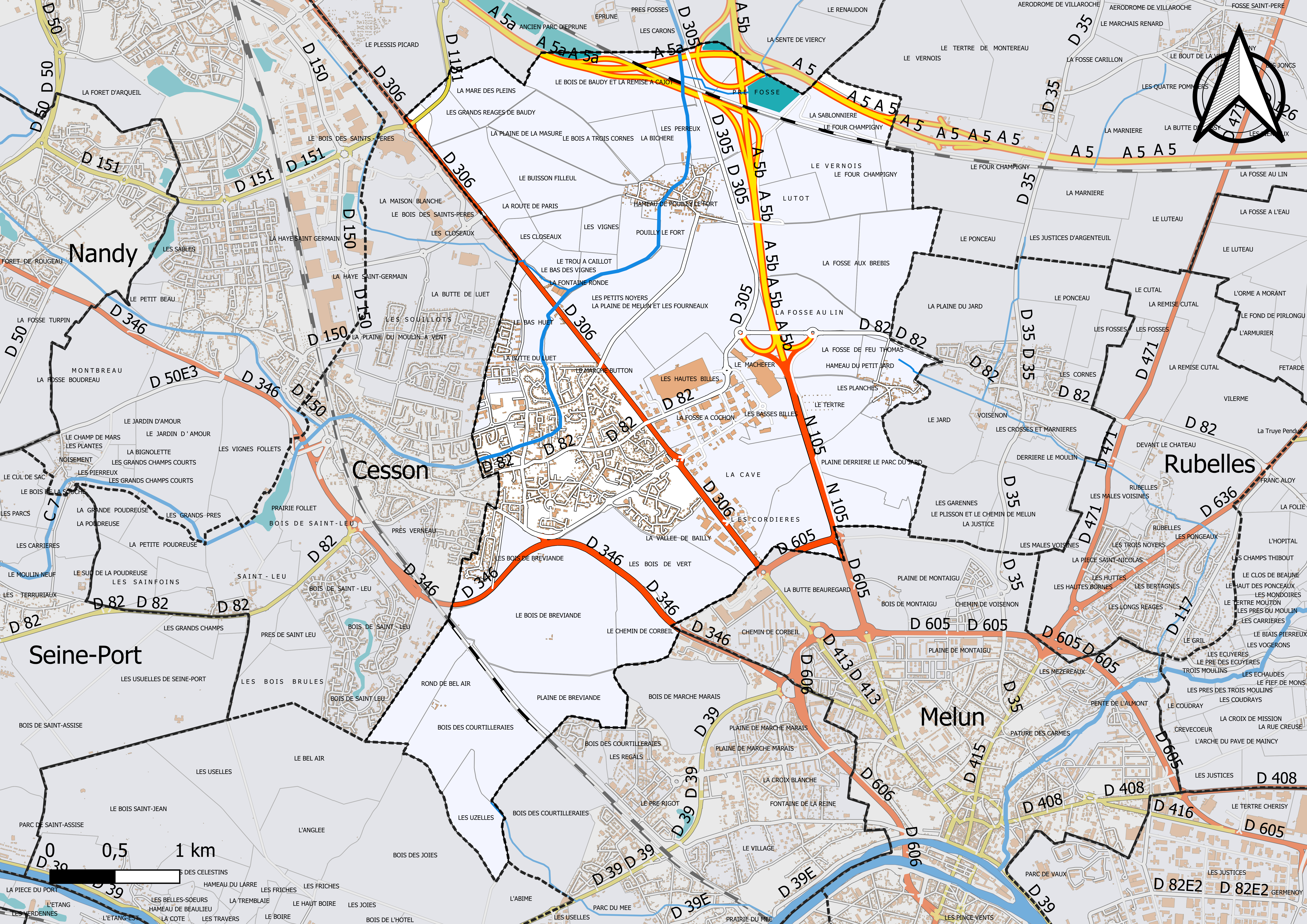
Carte du cadastre de la commune de Vert-Saint-Denis.

La commune compte 75 lieux-dits administratifs répertoriés consultables ici (source : le fichier Fantoir).
Vert-Saint-Denis est composée de la ville proprement dite (autrefois appelée Vert) et de deux hameaux : Pouilly-le-Fort et le Petit Jard.

### Logement
En 2016, le nombre total de logements dans la commune était de 
2 907 dont 86,4 % de maisons et 12,1 % d’appartements.
Parmi ces logements, 94,9 % étaient des résidences principales, 0,7 % des résidences secondaires et 4,3 % des logements vacants.
La part des ménages fiscaux propriétaires de leur résidence principale s’élevait à 76,8 % contre 22,1 % de locataires,, dont 13,9 % de logements HLM loués vides (logements sociaux) et, 1,1 % logés gratuitement.

### Voies de communication et transports

#### Voies de communication
Deux lignes de chemin de fer traversent le territoire de la commune : la LGV Sud-Est, au nord-est ; et la ligne de Paris à Marseille, au sud-ouest.
L'autoroute A5a longe la limite nord de la commune, et l'extrémité sud de l'autoroute A5b aboutit au centre de la commune et est prolongée par la N 105 en direction de Melun.
De nombreuses routes départementales relient Vert-Saint-Denis aux communes voisines :
- la D 82, à Cesson, à l'ouest ; à Voisenon, à l'est ;
- la D 305, à Réau, au nord ;
- la D 306 (ancienne route nationale 6), à Savigny-le-Temple et à Réau, au nord-ouest ; à Melun, au sud-est ;
- la D 346, à esson, à l'ouest ; à Melun, au sud-est.

#### Transports
Vert-Saint-Denis est desservie par plusieurs lignes de bus :
- la ligne No 30A du réseau de bus du Pays Briard, qui relie Tournan-en-Brie à Melun ;
- neuf lignes du réseau de bus de Sénart :
  - la ligne 3702 (ex-Citalien), qui relie Lieusaint à Melun ;
  - les lignes No 3742, 3743, qui relient Vert-Saint-Denis à Cesson ;
  - la ligne No 3776, qui relie Lieusaint à Melun ;
  - la ligne No 3771, qui relie Moissy-Cramayel à Vaux-le-Penil ;
  - les lignes No 3777, 3778, qui relient Savigny-le-Temple à Voisenon ;
  - la ligne No 3772, qui relie Moissy-Cramayel à Voisenon ;
  - la ligne No 3773, qui relie Savigny-le-Temple à Vert-Saint-Denis ;
- la ligne No 3602 du réseau de bus du Grand Melun, qui relie Vert-Saint-Denis à Melun.

## Toponymie
Le nom de la localité est mentionné sous les formes de Vere en 1204 ; Ver en 1237 ; du Vert en 1653.
Très longtemps écrit ver ou vers, vert vient du gaulois Vernos signifiant aulnes, arbres qui poussent le long des rivières et des rus.
 
Dès le XIe siècle, verno se prononce ver.
Saint-Denis fut accolé à Vert en raison de l’appartenance de nombreuses terres locales à l’abbaye de Saint-Denis.

## Histoire

### Antiquité et haut Moyen Âge
Le territoire de la commune est occupé dès la protohistoire. Le site archéologique de Saint-Clément « la Bichère », montre ainsi une villa gallo-romaine, elle-même bâtie sur des occupations gauloises - Vert-Saint-Denis est alors située sur la frontière entre les Sénons et les Parisii - et de l'âge du bronze. Les vestiges retrouvés sur l'ensemble de la commune montrent une occupation en habitats ruraux, à vocation agricole.
Sur la fin de l'Antiquité et à l'époque mérovingienne se développe une activité métallurgique exploitant un gisement local de fer. Cette vocation métallurgique du terroir local est particulièrement visible sur le site archéologique des Fourneaux, toujours à Vert-Saint-Denis, ou l'exploitation du minerais se fait de manière intensive de la fin de l'époque mérovingienne, jusqu'au XIe siècle.

### Moyen Âge et période moderne
Les bénédictins de l'abbaye royale de Saint-Denis et les seigneurs de Pouilly-le-Fort possédaient autrefois la plus grande partie des terres de Vert-Saint-Denis, mais l'abbaye du Jard et l'abbaye Saint-Père de Melun en possédaient également une partie.

L'histoire de la commune de Vert-Saint-Denis correspond à l'histoire la seigneurie de Pouilly dont elle dépendait.
En 1720, Jean-Baptiste Plucq, baron de Saint-Port, acquiert les terres de Pouilly de la famille de Vaudetar qu'elle possède depuis 420 ans. Il achète en outre les terres de Verneau, Saint-Leu, Bréviande, Cesson et Boissise.
La monographie d'Auguste Verrier (1889) est une source précieuse.
La « tradition locale », reprise par la mairie, énumère les faits suivants :
- tout d'abord, c'est au hameau du Petit Jard, dans la résidence de la Madeleine appartenant à Axel de Champagne épouse de Louis VII dont il reste une tour, que serait né le 21 août 1165 Philippe Auguste[37] ;
- en 1419 est signée près de Vert-Saint-Denis, la paix du Ponceau entre Jean sans Peur (duc de Bourgogne) et le dauphin (Charles VII) ;
- le 10 août 1792, Jean Sylvain Bailly est arrêté sur la commune au lieu-dit de la Cave ;
- en 1881, le vétérinaire Rossignol organise à Pouilly-le-Fort en présence de Pasteur une vaccination de moutons avec le vaccin de Pasteur et ce, en présence de la presse et des autorités locales. Rossignol voulait confondre Pasteur, c'est l'inverse qui se produit, la vaccination est un succès et sert à reconnaître l'œuvre de Pasteur dans une région où la maladie du charbon, qui touche les moutons, faisait des ravages. La vaccination contre le charbon est alors mise en place. Voir aussi : Secret de Pouilly-le-Fort ;
- l'événement le plus connu de l'histoire de la commune est l'affaire du courrier de Lyon, qui eut lieu le 27 avril 1796. La malle-poste qui transportait ce jour-là une partie de la solde des soldats de la campagne d’Italie fut attaquée près du lieu-dit de la Fontaine Ronde, situé sur la route de Lyon (l'actuelle RD 306, ex-N6). Dans l'attaque, les deux convoyeurs furent tués. Après une enquête bâclée, un suspect, Joseph Lesurques, est déclaré coupable de l'attaque et est exécuté dès octobre 1796. Il est désormais avéré que Lesurques était innocent, et son histoire a été longuement contée et romancée au XIXe siècle.

## Politique et administration

### Liste des maires
| Période                                  | Période                    | Identité         | Étiquette | Qualité |
| ---------------------------------------- | -------------------------- | ---------------- | --------- | --- |
| Les données manquantes sont à compléter. |                            |                  |           | |
| octobre 1947                             | avril 1967                 | André Morleghem  |           | |
| avril 1967                               | mars 1971                  | Antoine Starek   |           | |
| mars 1971                                | mars 1983                  | Jacques Roynette | PS        | Haut fonctionnaire Conseiller général de Savigny-le-Temple (1976 → 1982) Président du conseil général de Seine-et-Marne (1979 → 1982)            |
| mars 1983                                | juin 1995                  | Jacques Machard  | PS        | Instituteur puis psychologue scolaire |
| juin 1995                                | mars 2001                  | Didier Eude      | RPR       | Consultant RH Vice-président du SAN de Sénart (1995 → 2001)                                                                                      |
| mars 2001                                | octobre 2009 (démission)   | Gérard Bernheim  | PS        | Cadre bancaire retraité Conseiller général du Mée-sur-Seine (1998 → 2011)                                                                        |
| octobre 2009                             | En cours (au 28 juin 2020) | Éric Bareille    | PS        | Informaticien Vice-président de Grand Paris Sud (2016 → ) Conseiller départemental de Savigny-le-Temple (2021 → ) Réélu pour le mandat 2020-2026 |

## Population et société

### Démographie
L'évolution du nombre d'habitants est connue à travers les recensements de la population effectués dans la commune depuis 1793. Pour les communes de moins de 10 000 habitants, une enquête de recensement portant sur toute la population est réalisée tous les cinq ans, les populations de référence des années intermédiaires étant quant à elles estimées par interpolation ou extrapolation. Pour la commune, le premier recensement exhaustif entrant dans le cadre du nouveau dispositif a été réalisé en 2007.

En 2022, la commune comptait 9 057 habitants, en évolution de +20,92 % par rapport à 2016 (Seine-et-Marne : +3,92 %, France hors Mayotte : +2,11 %).
| 1793 | 1800 | 1806 | 1821 | 1831 | 1836 | 1841 | 1846 | 1851 |
| ---- | ---- | ---- | ---- | ---- | ---- | ---- | ---- | ---- |
| 543  | 606  | 602  | 506  | 540  | 600  | 605  | 593  | 630  |

| 1856 | 1861 | 1866 | 1872 | 1876 | 1881 | 1886 | 1891 | 1896 |
| ---- | ---- | ---- | ---- | ---- | ---- | ---- | ---- | ---- |
| 650  | 654  | 720  | 682  | 702  | 665  | 629  | 674  | 654  |

| 1901 | 1906 | 1911 | 1921 | 1926 | 1931 | 1936 | 1946 | 1954 |
| ---- | ---- | ---- | ---- | ---- | ---- | ---- | ---- | ---- |
| 658  | 643  | 668  | 552  | 588  | 648  | 707  | 733  | 870  |

| 1962  | 1968  | 1975  | 1982  | 1990  | 1999  | 2006  | 2007  | 2012  |
| ----- | ----- | ----- | ----- | ----- | ----- | ----- | ----- | ----- |
| 1 414 | 2 799 | 3 896 | 4 458 | 7 368 | 7 493 | 7 129 | 7 081 | 7 007 |

| 2017  | 2022  | - | - | - | - | - | - | - |
| ----- | ----- | - | - | - | - | - | - | - |
| 7 610 | 9 057 | - | - | - | - | - | - | - |

## Jumelages
La Puebla de Montalbán (Espagne)
 Keur Macène (Mauritanie)

### Manifestations culturelles et festivités
- Vide-greniers annuels le 1er week-end de juin à Pouilly-le-Fort et le premier week-end d’octobre à Vert-Saint-Denis.
- Marché du commerce équitable et des économies d'énergies en avril.
- Festival de chant « Chantons ensemble » en juin.
- Forum des associations en septembre.
- Les habitants du hameau de Pouilly-le-Fort (les Pouillyfortains) organisent le carnaval de Pouilly avec un thème différent chaque année en avril[45].
- Le 4 décembre 2012, la commune de Vert-Saint-Denis accueille un N.R.O. (Nœud de Raccordement Optique) ; en 2013, les Verdyonisiens pourront accéder au Très-Haut-Débit via la fibre optique jusqu'à l'abonné (FTTH) sur le second réseau d'initiative publique du département (chantier initié par le SAN de Sénart et le conseil général)[46].

## Économie

### Revenus de la population et fiscalité
En 2018, le nombre de ménages fiscaux de la commune était de 2 908 (dont 66 % imposés), représentant 7 897 personnes et la  médiane du revenu disponible par unité de consommation  de 24 520 euros.

### Emploi
En 2017 , le nombre total d’emplois dans la zone était de 2 948, occupant 3 286 actifs  résidants.
Le taux d'activité de la population (actifs ayant un emploi) âgée de 15 à 64 ans s'élevait à 67,1 % contre un taux de chômage de 8 %.
Les 24,9 % d’inactifs se répartissent de la façon suivante : 12,4 % d’étudiants et stagiaires non rémunérés, 6,4 % de retraités ou préretraités et 6,1 % pour les autres inactifs.

### Entreprises et commerces
En 2018, le nombre d'établissements actifs était de 501 dont 14 dans l’industrie manufacturière, industries extractives et autres, 61 dans la construction, 210 dans le commerce de gros et de détail, transports, hébergement et restauration, 16 dans l’Information et communication, 19 dans les activités financières et d'assurance, 14 dans les activités immobilières, 70 dans les activités spécialisées, scientifiques et techniques et activités de services administratifs et de soutien, 55 dans l’administration publique, enseignement, santé humaine et action sociale et 42  étaient relatifs aux autres activités de services.
En 2019,  108 entreprises ont été créées sur le territoire de la commune, dont 72 individuelles.
Au 1er janvier 2020, la commune disposait de 117 chambres d’hôtels dans 2 établissements et ne possédait aucun terrain de  camping.

## Culture locale et patrimoine

### Lieux et monuments
Dans le bois de Bréviande :
- Menhir du Grand Berger datant du Néolithique.
- Centre de la futaie. En meulière et en brique. Construit à la fin du XIXe siècle et au début du XXe siècle. Le bois de Bréviande est racheté à plusieurs propriétaires par le conseil régional de la région Île-de-France à partir de 1972.
- Maison forestière. En pierre enduite et en brique. Installée à la fin du XIXe et au début du XXe siècle à l’emplacement d’un ancien rendez-vous de chasse entouré d’un parc bâti au XVIIIe siècle par le duc d’Orléans, dont il reste un mur de clôture.
- Vestiges d'une maison forte. La maison forte est signalée sur le site en 1354. Des tours lui sont ajoutées en 1669. En 1739, elle dispose de fossés et d’un pont-levis. Les vestiges sont situés près de la maison forestière.

Dans Vert-Saint-Denis :
- Croix de cimetière : allée centrale du cimetière. En pierre. Du Moyen Âge à 1852, le cimetière se situe devant l'église. En 1852, il est transféré hors du village, la croix aussi.
- Église Saint-Pierre-et-Saint-Paul : place de l’Église. En pierre. La base du clocher et les chapiteaux sculptés dans l’église datent du XIIe siècle. Le reste, dont le clocher, sont construits au XIIIe siècle. Des remaniements ont lieu au XVIe siècle, dont la disposition du porche et le toit en double bâtière sont les produits. À l’intérieur : Adoration des mages en chêne sculpté peint et doré, provenant peut-être de l’ancienne église de Cesson ; Triomphe de François-Xavier, peinture à l’huile datant du XVIIe siècle ; porte de tabernacle en bois peint et sculpté du XVIIe siècle, provenant de l’ancienne abbaye du Jard ; retable du maître-autel, en bois datant de la fin du XVIIe siècle, provenant de l'ancienne abbaye du Jard : transféré d'abord de l'abbaye à l'ancienne église de Cesson, puis lors de la destruction de celle-ci en 1836, installé dans l’église Saint-Pierre-et-Saint-Paul.
- Tour du Petit-Jard : rue de la Madeleine. En pierre. Datant du XIVe siècle, cette tour aurait fait partie d’un ensemble de quatre tours. Le fief du Petit-Jard est attesté dans des chartes du XIVe et du XVe siècle.
- Porche : rue Dionet. En pierre, bois, et terre cuite vernissée. Il s’agit de l’entrée d’une ancienne ferme fortifiée. Acquise par l’abbaye de Saint-Denis en 1235, elle est exploitée jusqu’au XVIIIe siècle. Elle est ensuite morcelée. Actuellement[Quand ?] divisée en deux propriétés.
- Bornes SD et SV : rue Dionet. En grès. Elles viennent du bois du Jard. Elles délimitaient les terres possédées par l'abbaye de Saint-Denis (borne SD) et par les moines de Saint-Victor, vivants dans l’abbaye du Jard (borne SV).

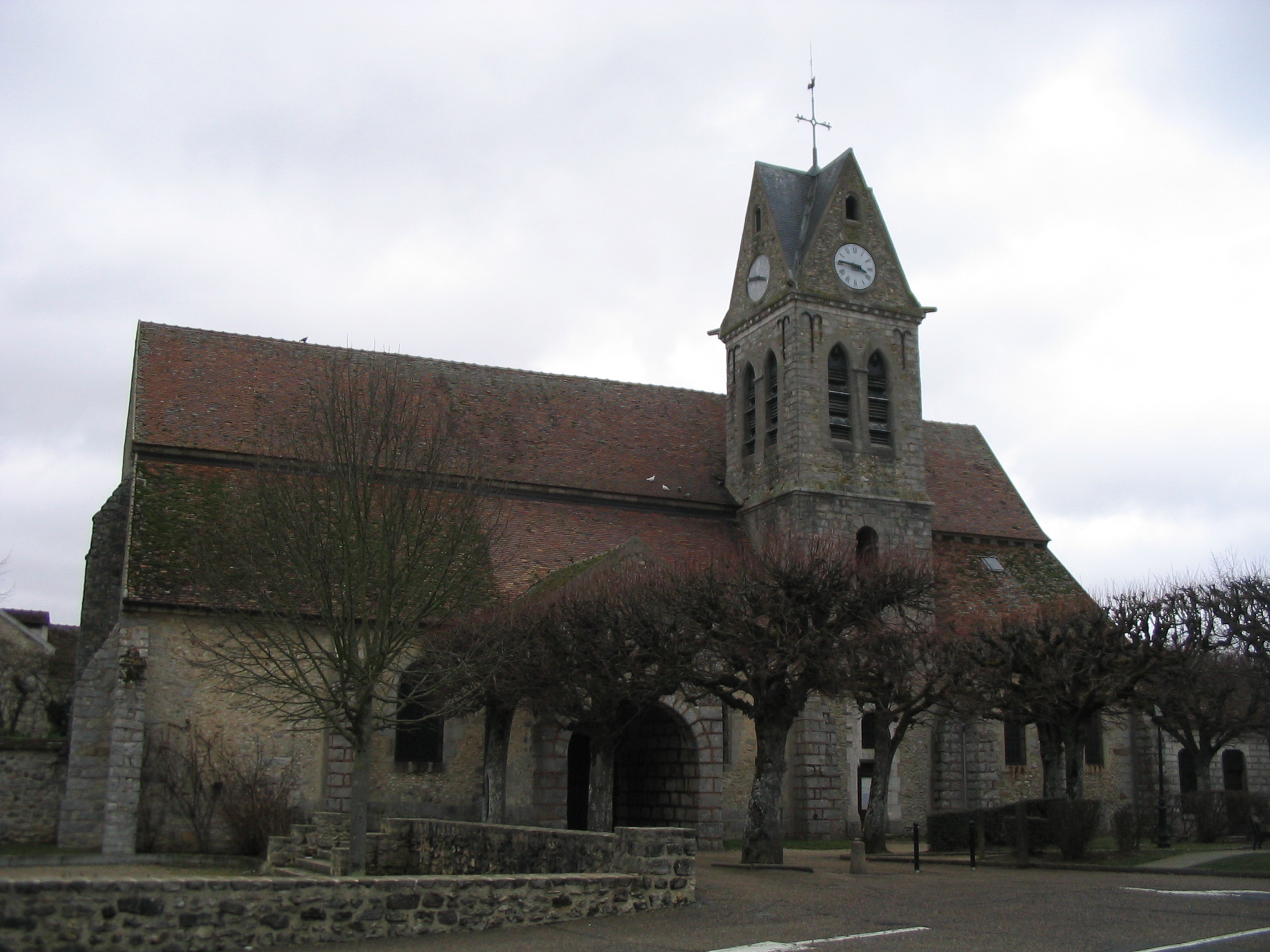
L'église Saint-Pierre-et-Saint-Paul.
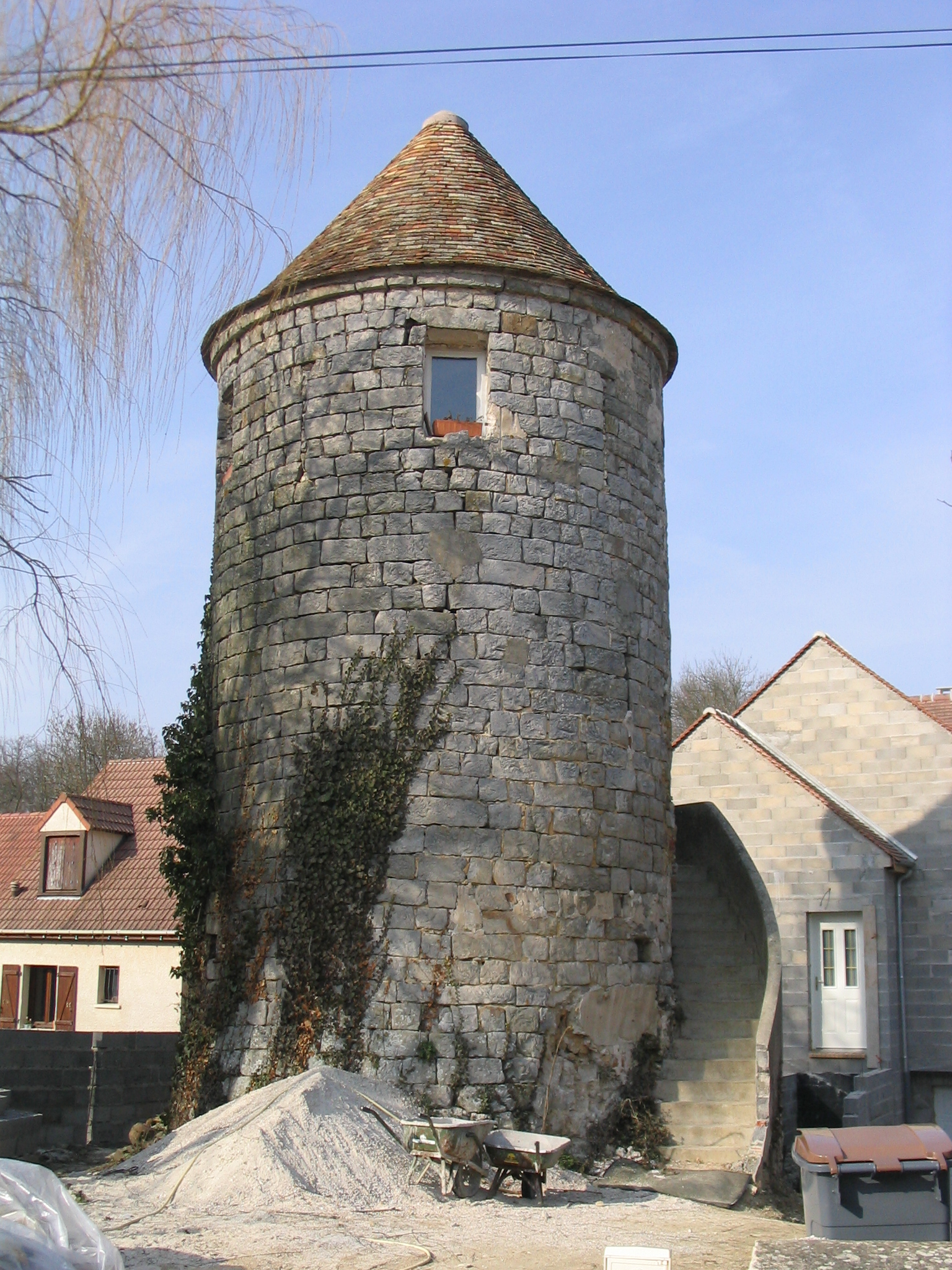
La Tour du Petit-Jard.

Dans Pouilly-le-Fort :
- Puits à roue : rue de la Bichère. En pierre et fonte.
- Pont : rue Pichet. En pierre. Au cours de la seconde moitié du XIXe siècle, plusieurs ponts sont construits sur le cours du ru de Balory.
- Lavoir : rue du Lavoir. En pierre et en bois. Seconde moitié du XIXe siècle. Le ru de Balory alimente des lavoirs construits au XIXe siècle afin d'éviter que les lavandières ne lavent le linge directement dans le ru.
- Château fort : rue Grande. En pierre. Le château date du XIVe siècle. En 1331, Guillaume de Vaudétar, au service de Philippe VI, reçoit la seigneurie et le château du Petit-Jard. Le château connaît des aménagements au XVe siècle, à la fin du XVIIe, ainsi qu’au XIXe siècle. Deux chartes en date de 1385 et de 1667 mentionnent un second corps de bâtiments avec une tour, un pont-levis, une chapelle, une basse-cour avec écuries, pressoirs et logements.
- Ancienne école : rue des Écoles. En pierre enduite. Construite en 1873, reconstruite au même endroit en 1909[51].

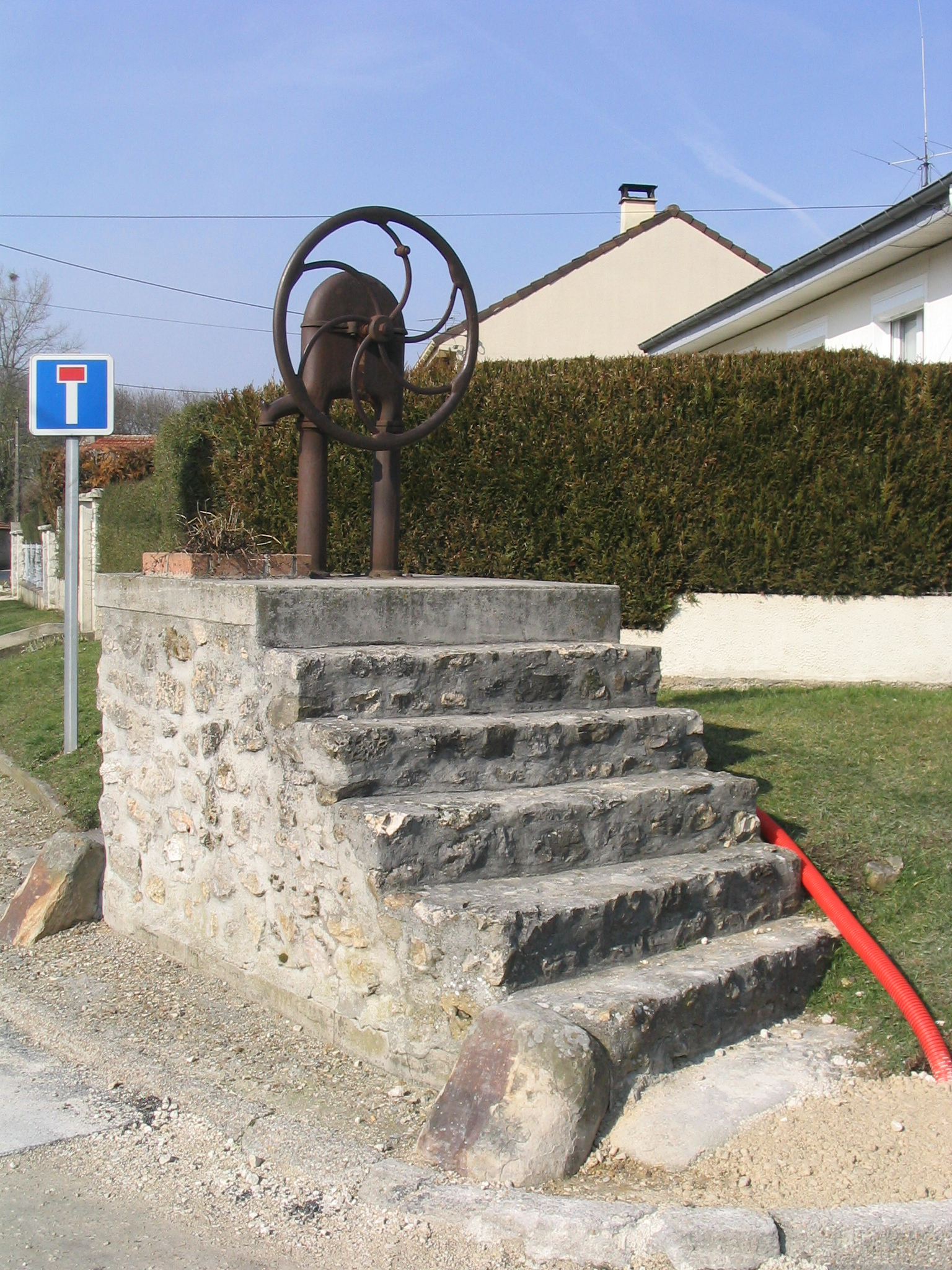
Le puits de la rue de la Bichère.
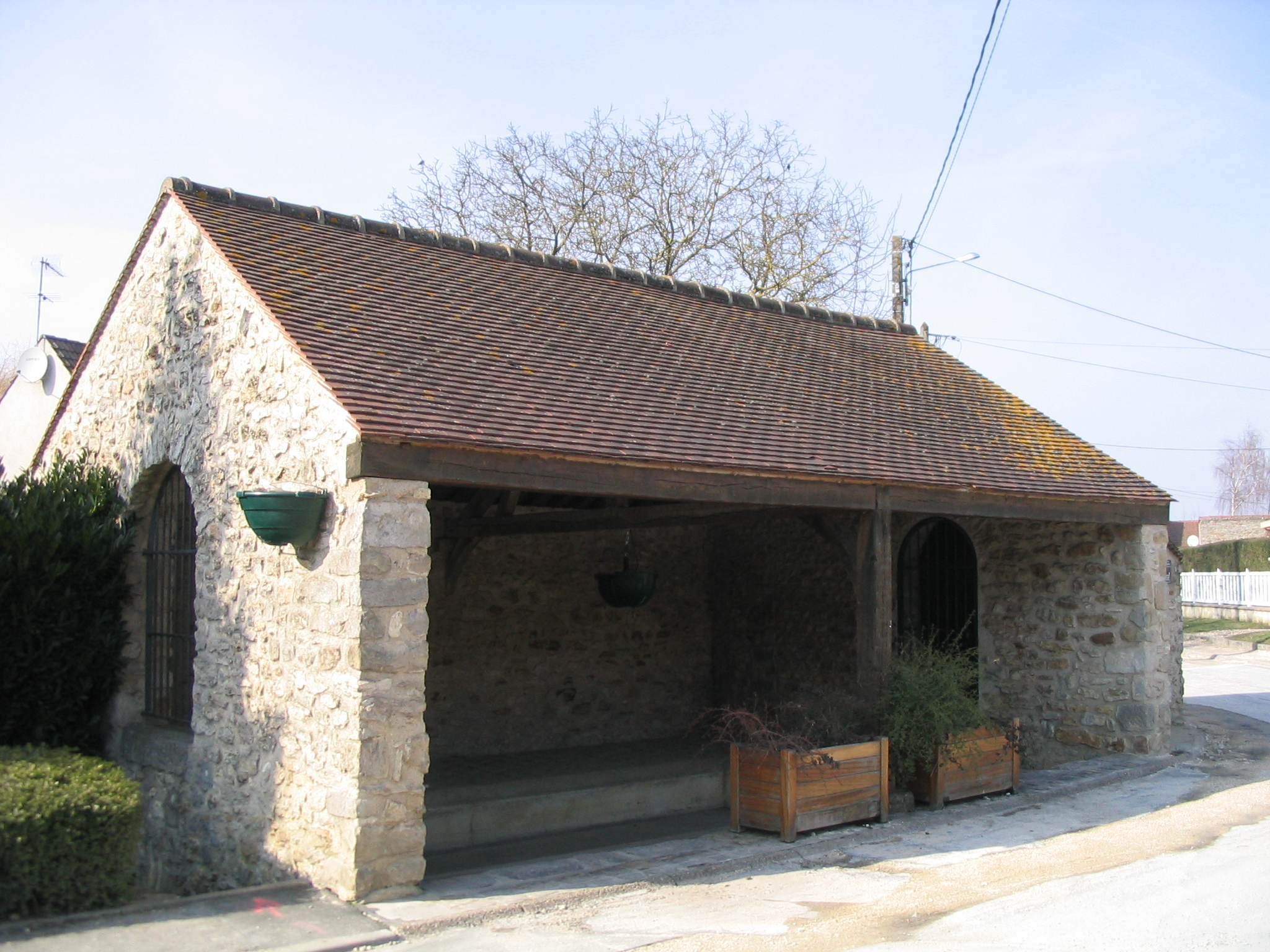
Le lavoir à Pouilly-le-Fort.
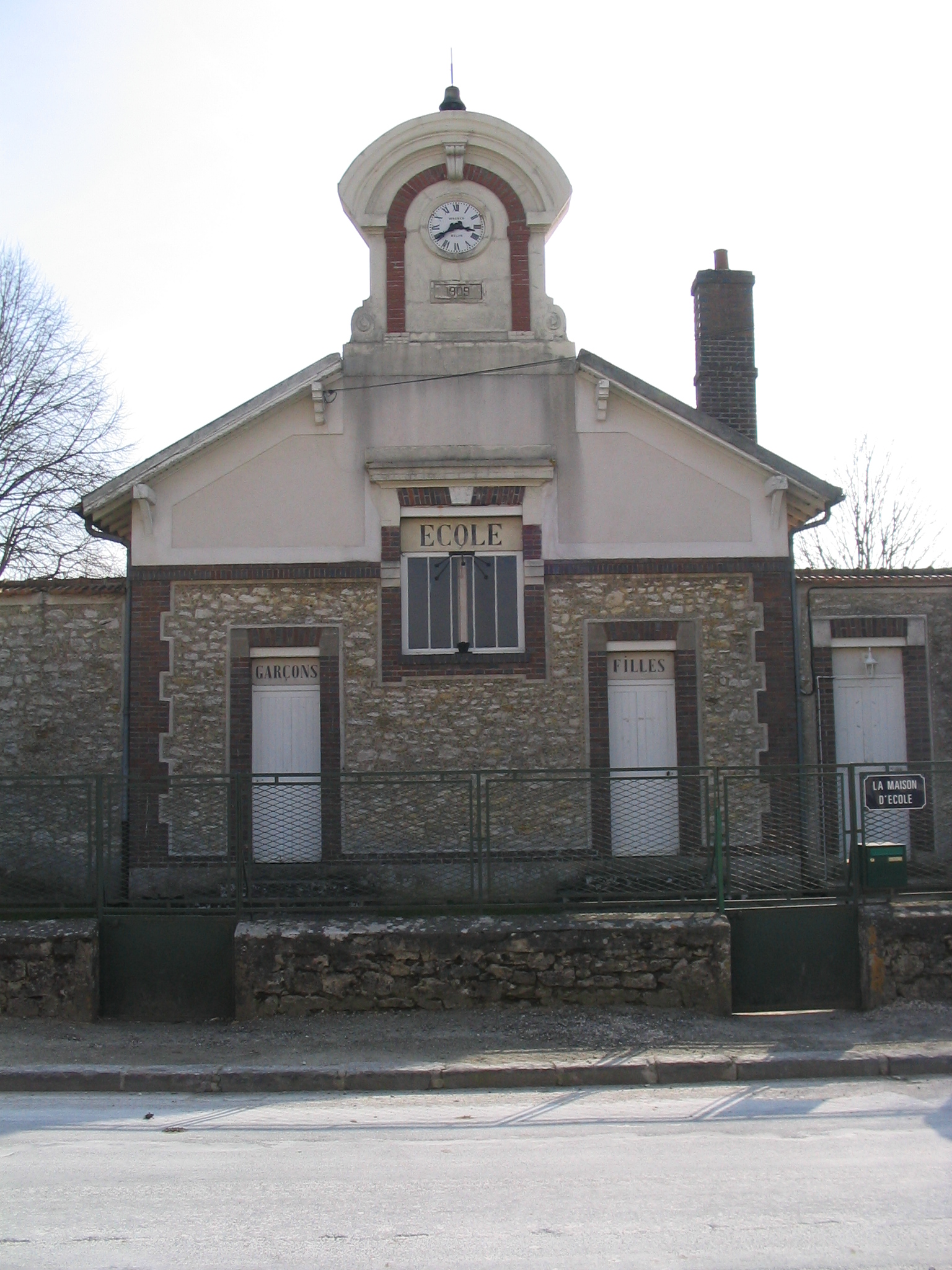
L'ancienne école à Pouilly-le-Fort.

### Vert-Saint-Denis dans la littérature
Vert-Saint-Denis est citée (orthographiée « Vers-Saint-Denis ») dans le poème d’Aragon Le conscrit des cent villages, écrit comme acte de Résistance intellectuelle de manière clandestine au printemps 1943, pendant la Seconde Guerre mondiale.

### Personnalités liées à la commune
- L'écrivain Sébastien Japrisot a vécu dans cette commune de 1967 à 1970[réf. nécessaire].